# Kent Sjöman
Kent Sjöman, född 25 juni 1948 i Linköping, är en svensk skådespelare med en stark bakgrund inom musikteater. 

## Biografi
Sjöman har stått på scenen sedan 1970, börjandes som medlem i showgruppen Berns Barn på Berns Salonger i Stockholm i shower med bl.a. Povel Ramel, Charlie Norman Monica Zetterlund m.fl. (1970 - 1973) Därefter turnéer med svenska Riksteatern 1973-1975. Anställd vid Upsala - Gävle Stadsteater åren 1975-1980, Åbo Svenska Teater 1980-1983.   Från 1983-2015 anställd vid Svenska Teatern i Helsingfors. Många känner honom från hans egna sångprogram som 20th Century Blues/1900-musikalet och föreställningar som Ferlin - med många kulörta lyktor. 
Sjöman har tillsammans med sin hustru Katja gjort många översättningen från engelska till svenska till exempel Me and My Girl, Svenska Teatern, Köpenhamn, Svenska Teatern i Helsingfors och Dramaten Stockholm, Urinetown och I love you, you're perfect, now change som framförts på Åbo Svenska Teater.
I Kotikatu var Sjöman Veikko Jansson.

## Teater

### Roller (ej komplett)
| År   | Roll | Produktion                         | Regi            | Teater                    |
| ---- | ---- | ---------------------------------- | --------------- | ------------------------- |
| 1976 |      | Kärlekens komedi Lars Engström     | Lars Wikfeldt   | Uppsala-Gävle Stadsteater |
| 2009 |      | Så som i himmelen Kay Pollak       | Erik Kiviniemi  | Svenska Teatern           |
| 2010 |      | Fanny och Alexander Ingmar Bergman | Maria Lundström | Svenska Teatern           |